# John Hammond (Tiermediziner)
Sir John Hammond, CBE FRS PhD (* 23. Februar 1889 in Norfolk; †  25. August 1964 in Cambridge) war ein englischer Physiologe und Tierzuchtwissenschaftler.

## Leben und Wirken
John Hammond wurde als Sohn eines Landwirts in der englischen Grafschaft Norfolk geboren. Nach dem Besuch der Gresham’s School in Holt und der Edward VI Middle School in Norwich bemühte er sich 1907 vergeblich um eine Zulassung zum Royal Veterinary College und erhielt dann den Rat, stattdessen Agrarwissenschaften zu studieren. Hammond immatrikulierte sich im Downing College an der Universität Cambridge, wo er bis 1909 zunächst die Naturwissenschaften studierte, bevor er 1910 das Studium der Agrarwissenschaften mit dem Diplom abschloss.
Nach einer kurzen Zeit, die er am Technical Institute in Chelmsford lehrend verbrachte, kehrte er nach Cambridge zurück. Zu seinen Lehrern zählte Francis H. A. Marshall auf dem Gebiet der Physiologie der Fortpflanzung und G. Smith im Bereich der Bakteriologie. Er schloss mit dem M.A. ab und erhielt 1912 auch noch ein Diplom in public health bacteriology.
Es folgte in Cambridge eine Assistenzzeit bei Francis H. A. Marshall auf dem Gebiet der Nutztierphysiologie. Von 1914 bis 1919 leistete Hammond seinen Militärdienst in der britischen Armee ab. In den Jahren von 1920 bis 1942 war er Physiologe am Tierernährungsinstitut der Universität Cambridge und befasste sich vor allem mit Fragen zur Fruchtbarkeit, Milchsekretion und des Wachstums bei Nutztieren.
1943 wurde er Dozent für landwirtschaftliche Physiologie sowie Leiter der Abteilung Nutztierphysiologie an der Universität Cambridge. Dabei beschäftigten ihn Fragen der allgemeinen Tierzucht sowie der Fortpflanzung bei den wichtigen Nutztierarten. Er wurde zum Mitbegründer der künstlichen Besamung (KB). Dazu nutzte er Ergebnisse von praktischen Versuchsanstellungen auf diesem Gebiet in der Sowjetunion und in Argentinien, weil es in Großbritannien aus religiösen und kulturellen Gründen erhebliche Widerstände zu dieser neuen Methode gab. 1954 wurde er in den Ruhestand versetzt, blieb aber noch ein gefragter Berater und wissenschaftlicher Sachverständiger.
Hammond verstand es ausgezeichnet, aus den Erkenntnissen der biologischen Grundlagenforschung Vorschläge für die praktische Anwendung in der Tierzucht zu entwickeln. Er war vielen Studenten und jungen Wissenschaftlern (in der postgraduaten Ausbildung) ein ausgezeichneter Lehrer.  Für seine Leistungen erhielt er zahlreiche Auszeichnungen und Ehrungen.

## Schriften (Auswahl)
- mit Kazimierz Wodzicki: Anatomische und histologische Veränderungen während des Sexualzyklus bei der Stute.
- Die künstliche Besamung der Rinder. Cambridge 1947.
- Hrsg., mit  Ivar Johannson: Handbuch der Tierzüchtung, Bd. 1: Biologische Grundlagen der tierischen Leistungen. Parey, Hamburg 1958; Bd. 2: Haustiergenetik. 1959; Bd. 3: Rassenkunde in zwei Teilen. 1961.
- Landwirtschaftliche Nutztiere: Wachstum, Zucht, Vererbung. Ein Lehrbuch für die tierzüchterische Praxis. Ins Deutsche übertragen von Wolf Herre. Parey, Hamburg/Berlin 1962.

## Auszeichnungen
- 1932: Hon. D. Sc. (Ehrendoktor der Naturwissenschaften) durch die Universität Iowa, USA
- 1933: Mitglied der Royal Society (F. R. S.), London
- 1946: Kommandeur des Ordens von Oranien-Nassau, Niederlande
- 1949: Commander des Ordens des Britischen Königreichs (C. B. E.)
- 1952: Ehrendoktor der Hochschule für Bodenkultur Wien, Österreich
- 1953: Ehrendoktor der Landwirtschaftswissenschaften durch die Universität Löwen, Belgien
- 1954: Kommandeur des Verdienstordens der Republik Italien
- 1957: Hermann-von-Nathusius-Medaille in Gold der Deutschen Gesellschaft für Züchtungskunde (DGfZ)[1]
- 1960: Erhebung in den Adelsstand mit dem Titel „Sir“
- 1960: Erster Träger der David Black Medaille
- 1962: Ehrendoktor der Universität Leeds, UK
- Stiftung des Sir-John Hammond-Preises durch die Britische Gesellschaft für Tierzucht[2]